# Siphonops annulatus
Ringed Caecilian hoặc Siphonops annulatus là một loài loài lưỡng cư thuộc họ Caeciliidae. 
Ban đầu nó được phát hiện ở Argentina, và đã được ghi nhận tồn tại ở Bolivia, Brasil, Colombia, Ecuador, Guyane thuộc Pháp, Guyana, Paraguay, Peru, Suriname, và Venezuela.
Môi trường sống tự nhiên của chúng là rừng ẩm vùng đất thấp nhiệt đới hoặc cận nhiệt đới, xavan khô, xavan ẩm, vùng cây bụi ẩm khu vực nhiệt đới hoặc cận nhiệt đới, đồng cỏ nhiệt đới hoặc cận nhiệt đới vùng ngập nước hoặc lụt theo mùa, vùng đồng cỏ, các đồn điền, vườn nông thôn, và rừng trước đây suy thoái nghiêm trọng.

## Hình ảnh

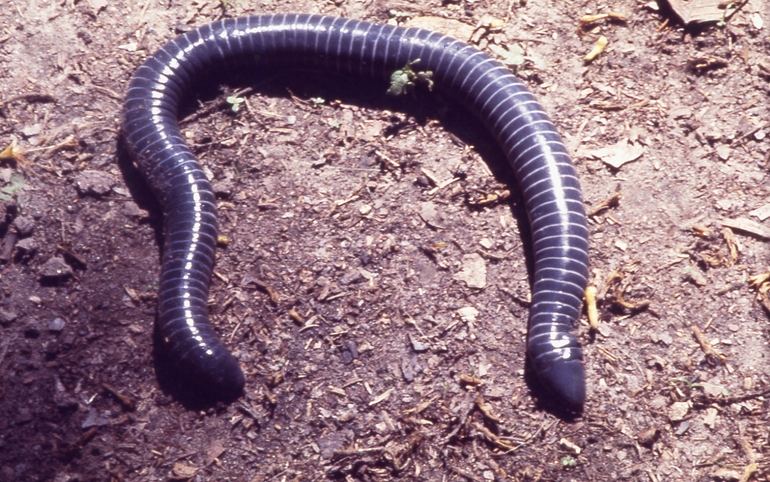
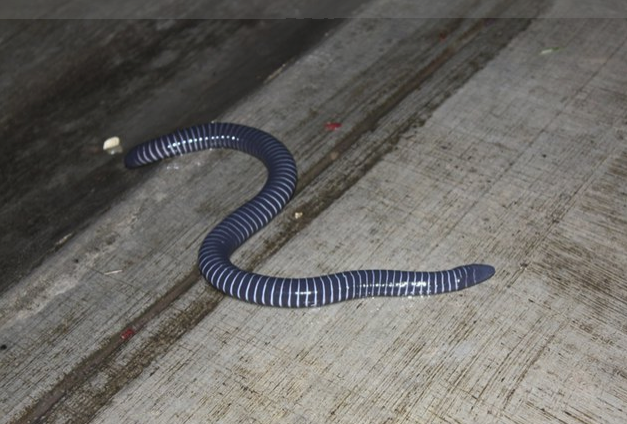
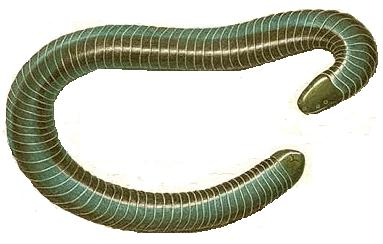